# Sylacauga
Sylacauga è un comune degli Stati Uniti d'America situato nella contea di Talladega dello Stato dell'Alabama.
Nel 1954 fu il luogo di un avvenimento molto particolare. Infatti, il primo e unico caso, in tempi moderni, di una persona colpita da un meteorite accadde il 30 novembre 1954 proprio a Sylacauga. Un meteorite di circa 4 kg ruppe il tetto di una casa e colpì la signora Elizabeth Hodges nel suo soggiorno, dopo essere rimbalzata sulla radio. La signora fortunatamente non ebbe altre conseguenze oltre ad una ferita superficiale.